# Акуаспарта
Акуаспа̀рта (на италиански: Acquasparta) е градче и община в Централна Италия, провинция Терни, регион Умбрия. Разположено е на 320 m надморска височина. Населението на общината е 4929 души (към 2010 г.).